# Arnaud Souquet
Arnaud Souquet (ur. 12 lutego 1992 w Paryżu) – francuski piłkarz występujący na pozycji obrońcy w amerykańskim klubie Chicago Fire. Wychowanek CO Vincennois, w trakcie swojej kariery grał także w takich zespołach, jak Lille, Paris, Royal Excel Mouscron, JA Drancy, Vendée Poiré-sur-Vie, Dijon, Nice, Gent oraz Montpellier HSC. Młodzieżowy reprezentant Francji.